# Enallagma coecum
Enallagma coecum – gatunek ważki z rodziny łątkowatych (Coenagrionidae). Występuje na terenie Ameryki Północnej i Karaibów.